# Krzysztof Kiwerski

Krzysztof Kiwerski (ur. 1 lutego 1948 w Poznaniu) – reżyser, scenarzysta i autor opracowania plastycznego filmów animowanych, pedagog.

## Praca naukowa
Ukończył w Poznaniu Liceum Sztuk Plastycznych (1967).
Absolwent w 1973 Wydziału Malarstwa Akademii Sztuk Pięknych im. Jana Matejki w Krakowie, gdzie studiował w Pracowni Rysunku Filmowego. Po studiach pozostał na uczelni, do 1994 r. prowadził zajęcia w Pracowni Rysunku Filmowego.
Profesor sztuk plastycznych w Pracowni Obrazowania Elektronicznego w Katedrze Fotografii i Intermediów na Wydziale Grafiki oraz kierownik Pracowni Sztuki Animacji Katedry Intermediów na Wydziale Rzeźby Akademii Sztuk Pięknych im. Jana Matejki w Krakowie.

## Charakterystyka dorobku
Przez wiele lat związany ze Studiem Filmów Animowanych w Krakowie.
W 1998 r. brał także udział w realizacji dla TVP przez Telewizyjne Studio Filmów Animowanych serii Czternaście bajek z Królestwa Lailonii Leszka Kołakowskiego – odcinek pt. O sławnym człowieku (montaż, realizacja).
Uprawia malarstwo i grafikę komputerową, zrealizował również 31 filmów animowanych w tym cztery pełnometrażowe.
Brał udział w ponad 90 wystawach w Polsce, Niemczech, Francji, Szwajcarii, Belgii, Danii, Szwecji, Japonii, Turcji, Grecji, Jugosławii. 20 Wystaw indywidualnych m.in. w Krakowie, Szczecinie, Poznaniu, Zamościu, Częstochowie, Genewie.
Niektóre z jego dzieł są zaliczane do gatunku fantastyki.
Udział w licznych festiwalach filmowych m.in. w Poznaniu, Krakowie, Oberhausen, Annecy, Cannes, Huesca, Tours, Chicago.
Za twórczość malarską otrzymał m.in. II nagrodę na VII Festiwalu Współczesnego Malarstwa Polskiego w Szczecinie, Brązowy i Srebrny Medal na ogólnopolskich wystawach malarstwa „Bielska Jesień”, „Grand Prix” na ogólnopolskiej wystawie „Spotkania Krakowskie”, Medal St. Wyspiańskiego na Salonie Malarstwa Krakowskiego, nagrodę regulaminową na V Biennale Grafiki w Sapporo.
Za realizację filmów animowanych otrzymał m.in. dwa razy „Złote Koziołki” i „Srebrne Koziołki” na Festiwalu Filmów dla Dzieci i Młodzieży w Poznaniu, „Złotą Pieczęć Miasta Triestu”, Grand Prix „Złoty Tancerz” w kategorii filmów animowanych w Huesca, Grand Prix na festiwalu w Tours oraz liczne nagrody specjalne i wyróżnienia.
W 2009 został odznaczony Srebrnym Medalem „Zasłużony Kulturze Gloria Artis”.
Jest jednym z bohaterów książki Jerzego Armaty Anima. Mistrzowie polskiej animacji (wyd. EGoFILM, Warszawa 2025).
Prace w zbiorach: Muzeum Narodowego w Krakowie, Warszawie, Poznaniu i Szczecinie, Muzeum Miasta Łodzi, Ministerstwa Kultury i Sztuki w Warszawie, Wydziału Kultury i Sztuki Urzędu Miasta Krakowa, Galerii BWA w Krakowie, Białymstoku oraz w kolekcjach prywatnych w kraju i za granicą.

## Filmografia

### Film animowany
- 2013 - THE ROLLING STONES Reżyseria, Scenariusz, Opracowanie plastycxzne, Animacja,
- 2010 – RYTUAŁ Opieka artystyczna,
- 2008 – ŚWIADEK 1919 – 2004 Reżyseria, Scenariusz, Opracowanie plastyczne, Animacja,
- 2005 – LEVEL Reżyseria, Scenariusz, Story-board, Opracowanie graficzne, Montaż,
- 1998 – KRÓLESTWO ZIELONEJ POLANY. POWRÓT Reżyseria, Story-board, Opracowanie plastyczne, Montaż,
- 1996 – MIKI MOL I STRASZNE PŁASZCZYDŁO Reżyseria, Opracowanie plastyczne, Montaż obrazu,
- 1996 – KUKURYKÓW Montaż, Opieka realizatorska,
- 1994 – KRÓLESTWO ZIELONEJ POLANY Reżyseria, Montaż,
- 1991 – LISICZKA Reżyseria, Scenariusz, Montaż,
- 1989 – GENERACJA Reżyseria, Scenariusz, Opracowanie plastyczne,
- 1988 – SEKUNDA Realizacja, Scenariusz, Opracowanie plastyczne,
- 1988 – PORZĄDEK MUSI BYĆ Realizacja,
- 1988 – END OF THE WORLD Realizacja,
- 1987 – KUSZENIE ŚW. ANTONIEGO Reżyseria, Animacja,
- 1987 – GŁODNA ŻABKA Reżyseria, Opracowanie plastyczne,
- 1986 – ŻÓŁW I ŚLIMAK Realizacja, Animacja, Montaż,
- 1985 – PROBLEM (Kiwerski K.) Reżyseria, Montaż obrazu,
- 1984 – WOJNA I POKÓJ Reżyseria, Montaż,
- 1984 – STOP!! WSTĘP WZBRONIONY Reżyseria, Scenariusz, Opracowanie plastyczne,
- 1983 – OPCJA ZEROWA Realizacja, Scenariusz,
- 1983 – ODBICIE (Kiwerski.K.) Realizacja,
- 1982 – UWAGA! IDZIE NOWE Realizacja,
- 1981 – TRAGEDIA KRÓLEWICZA DUŃSKIEGO HAMLETA PRZEZ WILLIAMA SZEKSPIRA Reżyseria, Scenariusz, Opracowanie plastyczne,
- 1981 – SAMOGŁOSKA Realizacja,
- 1980 – MYŚLICIEL (Kiwerski K.) Reżyseria, Scenariusz, Opracowanie plastyczne,
- 1979 – JASIO Realizacja,
- 1979 – BIEG (Kiwerski K) Reżyseria, Scenariusz, Opracowanie plastyczne,
- 1978 – UFO Reżyseria, Scenariusz, Opracowanie plastyczne, Animacja,
- 1977 – PRZYPADEK ? Reżyseria, Scenariusz, Opracowanie plastyczne, Animacja,
- 1976 – RYSZARD III Reżyseria, Scenariusz, Opracowanie plastyczne,
- 1975 – BAJECZKA MIĘDZYPLANETARNA Asystent reżysera,
- 1975 – AWARIA (Kiwerski K.) Reżyseria, Scenariusz, Scenografia, Animacja,
- 1974 – KWALIFIKACJE Asystent reżysera,

### Serial animowany
- 1999 – DZIADEK (7) w MIĘDZY NAMI BOCIANAMI Montaż, Reżyseria,
- 1998 – PSST I PSOT w BAJKI ZZA OKNA Montaż, Reżyseria,
- 1997 – NIEROZŁĄCZNA PARA w BAJKI ZZA OKNA Montaż, Reżyseria,
- 1996 – WIELKANOCNA WERANDA PANA MYSZKI, TATA KRET NA ANTYPODACH w BAJKI ZZA OKNA Montaż, Reżyseria,
- 1995 – HISTORIA PRAWIE NIE Z TEJ ZIEMI w BAJKI ZZA OKNA Reżyseria,
- 1994 – HISTORIA ŚWIĄTECZNA O ROSOCHATYM WŁÓCZĘDZE w BAJKI ZZA OKNA Reżyseria,
- 1989 – DRZWI 15 w DRZWI (seria) Realizacja,
- 1988 – DRZWI 14 w DRZWI (seria) Realizacja,
- 1987 – S.O.S. DLA KOSMOSU Projekty plastyczne postaci,
- 1987 – GŁODNA ŻABKA (1) w S.O.S. DLA KOSMOSU Opracowanie plastyczne, Reżyseria,
- 1981 – DRZWI 18 w DRZWI (seria) Realizacja,

### Cykl filmowy animowany
- 1998 – O SŁAWNYM CZŁOWIEKU w Czternaście bajek z Królestwa Lailonii Leszka Kołakowskiego Montaż, Realizacja,

### Czołówka animowana
- 1984 – STUDIO FILMÓW ANIMOWANYCH PRZEDSTAWIA Realizacja,

## Nagrody filmowe
- 2008 – ŚWIADEK 1919 – 2004 Kraków (Ogólnopolski Festiwal Autorskich Filmów Animowanych) Złota Kreska
- 2006 – LEVEL Kraków (Krakowski FF – Konkurs Krajowy) Dyplom Honorowy za „konsekwencję formy i klarowność wypowiedzi”
- 2005 – LEVEL Kraków (Ogólnopolski Festiwal Autorskich Filmów Animowanych) Złota Kreska dla najlepszego filmu profesjonalnego
- 1998 – KRÓLESTWO ZIELONEJ POLANY. POWRÓT Poznań (FF dla Dzieci) Wyróżnienie Jury Dziecięcego „Marcinek” za opracowanie plastyczne
- 1998 – O SŁAWNYM CZŁOWIEKU w 14 BAJEK Z KRÓLESTWA LAILONII LESZKA KOŁAKOWSKIEGO Kraków (Ogólnopolski Festiwal Autorskich Filmów Animowanych) Srebrna Kreska
- 1996 – KRÓLESTWO ZIELONEJ POLANY Poznań (FF dla Dzieci) Nagroda za reżyserię
- 1994 – KRÓLESTWO ZIELONEJ POLANY Dębica (OFFA dla Dzieci) Nagroda Główna „Oskarek”
- 1985 – OPCJA ZEROWA Tours (Międzynarod. Spotkania im. Henry Langlois) Grand Prix
- 1985 – OPCJA ZEROWA Kraków (Ogólnopolski Konkurs Autorskiego Filmu Animowanego) I Nagroda
- 1984 – OPCJA ZEROWA Huesca (MFFK) Nagroda „Złoty Tancerz”
- 1981 – JASIO Poznań (FF dla Dzieci) „Srebrne Koziołki”
- 1979 – UFO Poznań (FF dla Dzieci) „Złote Koziołki” w kategorii filmu animowanego
- 1977 – AWARIA Poznań (FF dla Dzieci) „Złote Koziołki”
- 1977 – AWARIA Nagroda im. Zenona Wasilewskiego (najlepszy film animowany dla dzieci)
- 1976 – AWARIA Triest (MFF Fantastyczno-Naukowych) „Złota Pieczęć Triestu”